# Кі но Косамі
Кі но Косамі (733 —4 травня 797) — середньовічний японський державний та військовий діяч кінця періоду Нара і початку періоду Хейан.

## Життєпис
Походив зі знатного роду Кі. Син Кіно но Ядонамаро. Народився у 733 році. Про молоді роки замало відомостей. Десь у 750-х роках отримав старший шостий ранг. Ймовірно просуванню кар'єри заважало всевладдя Фудзівара но Накамаро, суперником якого був також клан Кі. Після повалення Накамаро у 764 році Кі но Косамі надано нижчу ступінь молодшого п'ятого рангу. 767 року призначено камі провінції Танґо.
771 року призначено другим помічником міністра війни, а згодом — молодшим помічником міністра церемоніальних справ. 774 року призначено до кокусі провінції Ісе. 780 року отримав вищу ступінь молодший п'ятого рангу. 781 року очолив провінцію Муцу. Того ж року Косамі надано нижчу ступінь молодшого четвертого рангу. 782 року стає генералом Лівих гвардійців. Згодом його призначено кокусі провінції Тадзіма. Наприкінці року стає сатюбеном (Лівим середньорівневим контролером). 783 року призначено старшим помічником міністра церемоніальних справ. 785 року стає заступником очільника коноефу (палацової гвардії), у жовтні йому надано посаду санґі. Того ж року отримав вищу ступінь молодшого четвертого рангу.
786 року призначено удайбеном (Головним Правим контролером), а потім садайбеном (Головним Лівим контролером). 787 року отримав старший четвертий ранг. З огляду на повстання емісі на чолі з Оцукою Атеруі, що тривало на півночі Хонсю, Кі но Косамі у жовтні 788 року було призначено сейї-сьоґуном. Втім значні військові дії почалися на початку 789 року. На чолі 52 тис. вояків Кі но Косамі рушив проти емісі, але не досяг значних успіхів. Згідно його доповіді імператорові Камму він втратив 25 вояків вбитими і 245 пораненими стрілами, 1316 людей потонули при переправі через річку, ще понад 1000 вояків потрапили в полон до «варварів», які відібрали у них зброю, обладунки та одяг, а самих полонених втопили. Японцям же вдалося вбити біля 100 емісі. Такі дії викликали невдоволення імператора, що наказав Косамі повертатися до столиці.
Опала тривалий короткий час. Вже 790 року Кі но Косамі отримав вищу ступінь старшого четвертого рангу, а 793 року — молодший третій ранг. 794 року призначено середнім державним радником. Крім того, надано старший третій ранг. 795 року стає тимчасовим міністром церемоніальних справ. 796 року стає старшим державним радником. Помер у 797 році.